# 燃油导轨

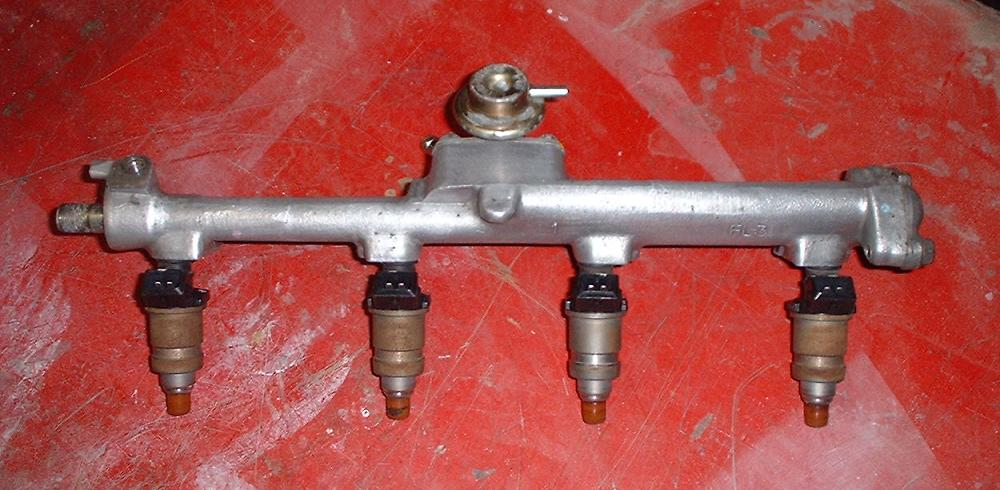
燃油导轨、喷油嘴与油压调节阀在4缸低压汽油机上。

燃油导轨（fuel rail），即高压蓄压器、油轨，是内燃机为气缸供油的喷油器前面的油路管道。它包含一个燃油入口（inlet）与为多个喷油器相连的座套（pocket或seat）。某些燃油导轨在一端有油压调节器。 